# Christella × incesta
Christella × incesta là một loài dương xỉ trong họ Thelypteridaceae. Loài này được Nakaike & Kawab. mô tả khoa học đầu tiên năm 1987.
Danh pháp khoa học của loài này chưa được làm sáng tỏ. 